# Tassilo Grimmeiß
Tassilo Grimmeiß (* 21. Februar 1910 in Illertissen; † 18. Juni 1961 in Neu-Ulm) war ein deutscher Jurist und parteiloser Kommunalpolitiker. Von 1948 bis 1961 war er Oberbürgermeister der bayerisch-schwäbischen Stadt Neu-Ulm. Er gilt als das Stadtoberhaupt des Wiederaufbaus nach dem Zweiten Weltkrieg.

## Leben
Tassilo Grimmeiß wurde am 21. Februar 1910 in Illertissen, dem Verwaltungssitz des gleichnamigen ehemaligen Landkreises, geboren. Seine Eltern waren der Rechtsanwalt Leo Grimmeiß (1881–1940) und dessen Ehefrau Mathilde, geb. Erhard (1887–1972). In seinen ersten Lebensjahren zog die Familie nach Neu-Ulm, wo er mit drei jüngeren Geschwistern aufwuchs und die Volksschule besuchte. Sein Abitur legte er im Jahr 1928 am Humanistischen Gymnasium im benachbarten Ulm ab und studierte bis 1932 Rechts- und Staatswissenschaften in München, Berlin, Kiel und Würzburg. Grimmeiß war seit 1928 Mitglied der katholischen Studentenverbindung KDStV Rheno-Franconia München im CV.
Am 23. Februar 1932 legte er seine Referendarprüfung ab und war als Referendar beim Bezirksamt, beim Arbeitsgericht Neu-Ulm sowie beim Landgericht und Oberlandesgericht München tätig. Nach der Großen Juristischen Staatsprüfung am 11. September 1935 arbeitete er zunächst kurze Zeit aushilfsweise in der Kanzlei seines Vaters in Neu-Ulm und wechselte im Dezember desselben Jahres als Assessor zur Bayerischen Hypotheken- und Wechsel-Bank in München. Nach Ableistung seines Wehrdienstes trat Grimmeiß in den höheren Heeresverwaltungsdienst ein und war Intendanturrat bei den Wehrkreisverwaltungen Hannover und München. Im Zweiten Weltkrieg stand er im Verwaltungsdienst der Wehrmacht, zuletzt im Jahr 1944 im Rang eines Oberstabsintendanten. Grimmeiß geriet für kurze Zeit in Gefangenschaft und kehrte danach als Hilfsrichter nach Neu-Ulm zurück, wo er am Amtsgericht tätig war. Er wurde innerhalb kurzer Zeit zum Amtsgerichtsrat und zum Leiter des Amtsgerichts Neu-Ulm ernannt.

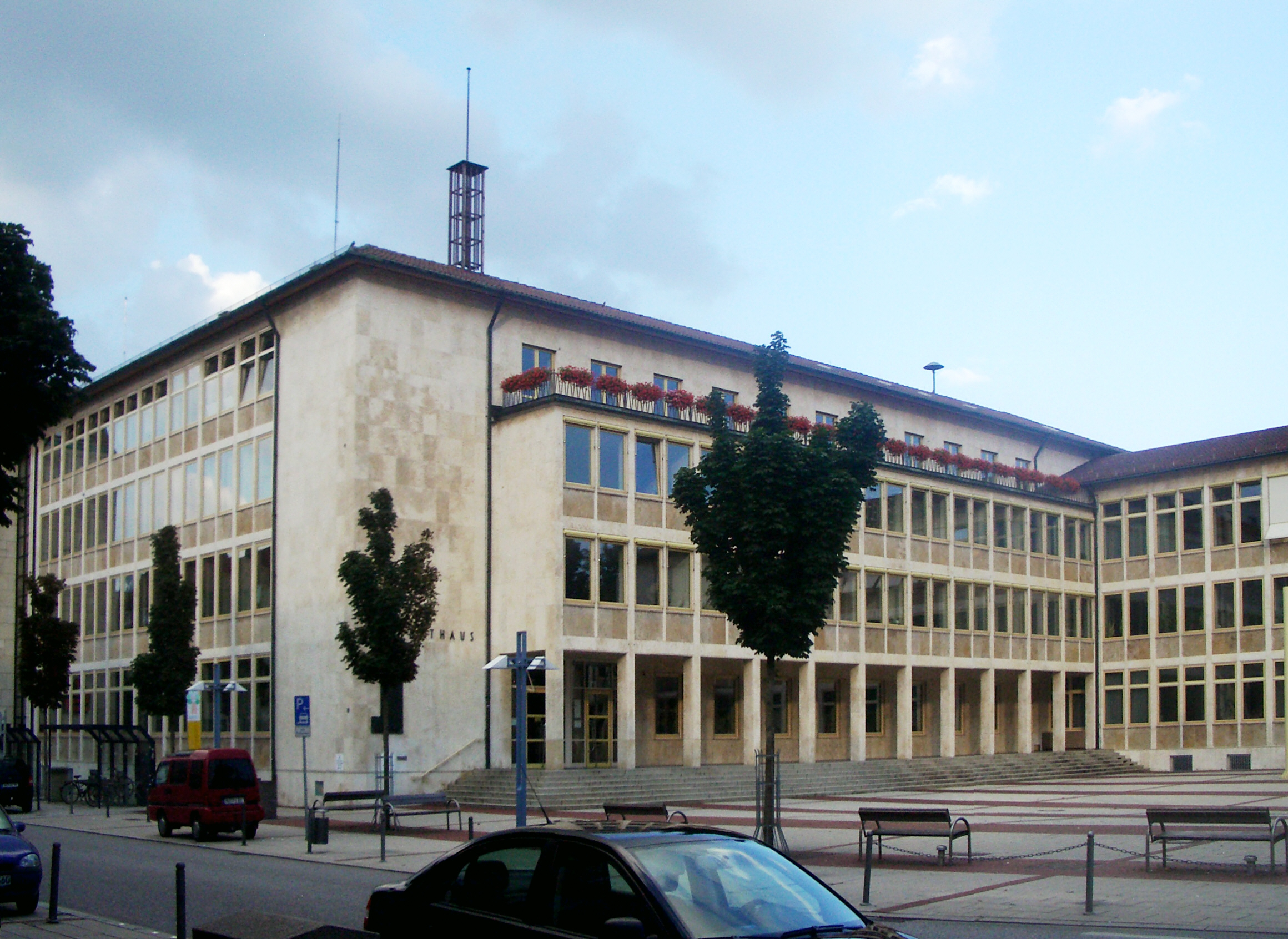
Wirkungsstätte von Tassilo Grimmeiß ab 1954: Das Neu-Ulmer Rathaus

Am 27. Januar 1946 fand in Neu-Ulm die erste Gemeinderatswahl nach dem Ende des Zweiten Weltkriegs statt. Grimmeiß wurde als parteiloser Kandidat in den Stadtrat gewählt. Gut zwei Jahre später kandidierte er auch bei der Oberbürgermeisterwahl und wurde am 16. August 1948 zum Oberbürgermeister der Stadt Neu-Ulm gewählt.
Bei Kriegsende waren 80 Prozent der Neu-Ulmer Innenstadt zerstört, es fehlten Baustoffe, Infrastruktur und Arbeitskräfte zum Wiederaufbau. Zur Zeit von Grimmeiß’ Amtsantritt gab es nicht einmal ein Rathaus, sondern er musste seine Amtsgeschäfte in notdürftig hergerichteten Räumen des Sparkassengebäudes auf der Insel führen, bis das am alten Standort neu errichtete Rathaus am 31. August 1954 bezogen werden konnte. Tassilo Grimmeiß trieb den Wiederaufbau und die Entwicklung der Stadt unermüdlich voran. In seiner Amtszeit entstanden neue Straßen, Unterführungen und Eisenbahngleise, Stadtviertel östlich und westlich des Stadtkerns und neue Brücken über die Donau hinüber zur Nachbarstadt Ulm. Öffentliche Einrichtungen wurden erweitert (Krankenhaus, Volksschule Ludwigsfeld) oder neu gebaut, wie beispielsweise die Christoph-Probst-Realschule, als deren Gründervater Grimmeiß gilt. Zahlreiche wichtige Industrie- und Wirtschaftsunternehmen siedelten sich an, und im Jahr 1951 wurde Neu-Ulm zur Garnison der US-Armee.

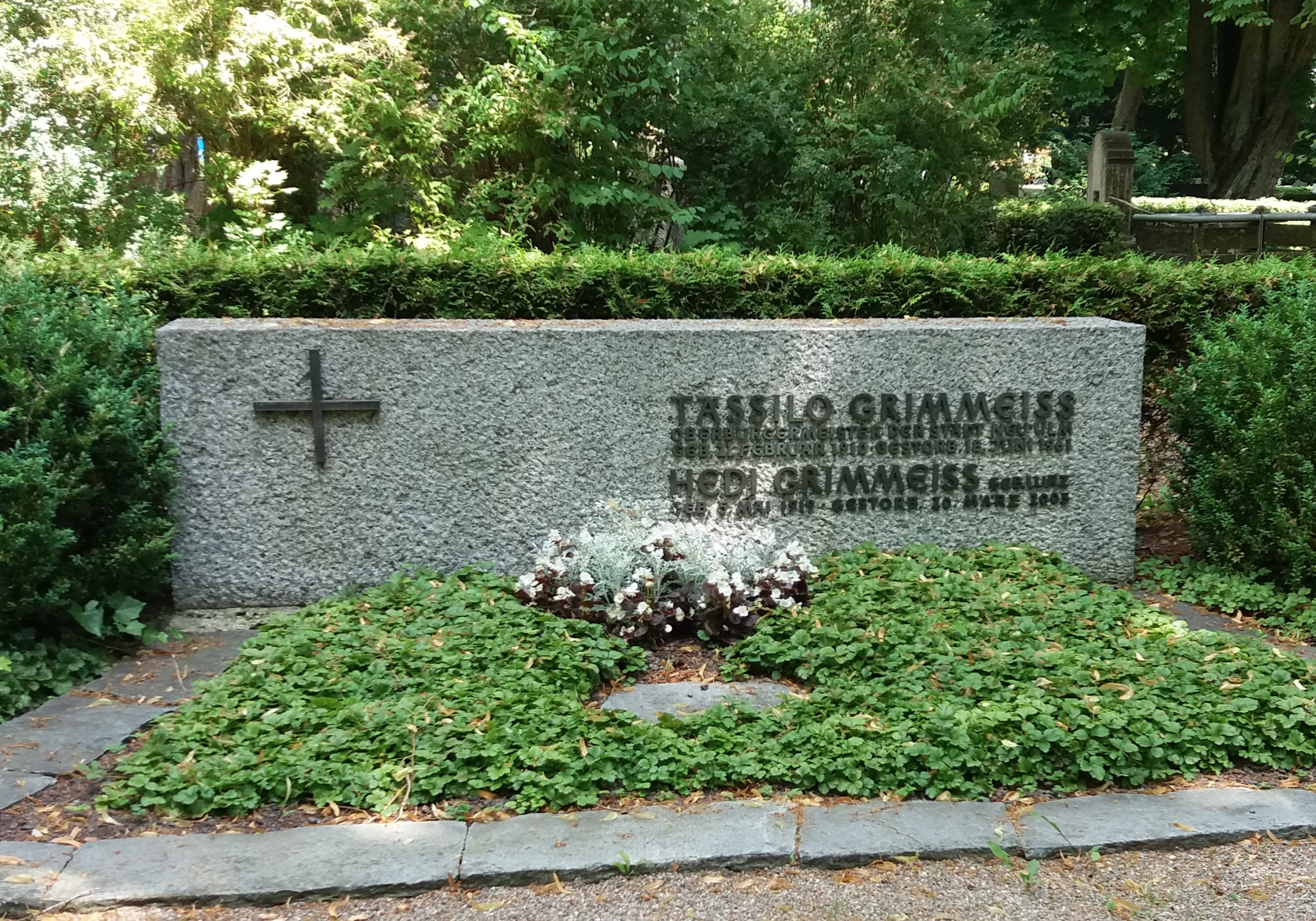
Ehrengrab von Tassilo Grimmeiß und seiner Ehefrau Hedwig († 2005) auf dem Neu-Ulmer Hauptfriedhof

Nach Ablauf seiner ersten Amtsperiode stellte sich Grimmeiß zweimal erfolgreich ohne Gegenkandidaten erneut zur Wahl: Im März 1952 wurde er mit 97,3 Prozent der abgegebenen Stimmen wiedergewählt, und im Jahr 1958 mit 98,3 Prozent. In seiner Amtszeit wurde Neu-Ulm aus Trümmern wieder aufgebaut, und die Einwohnerzahl der Stadt wuchs von 8.000 auf 25.000.
Tassilo Grimmeiß wurde nur 51 Jahre alt. Er starb überraschend in den frühen Morgenstunden des 18. Juni 1961 in seiner Wohnung und fand seine letzte Ruhestätte in einem Ehrengrab auf dem Neu-Ulmer Hauptfriedhof. Der ortsansässige Bildhauer Hans Bühler fertigte seinen großen, aber schlicht gestalteten Grabstein an.
Sein Nachfolger im Amt des Oberbürgermeisters wurde Dietrich Lang.

## Ehrungen
- Ehrengrab der Stadt Neu-Ulm
- Umbenennung der Staatlichen Berufsschule Neu-Ulm in „Tassilo-Grimmeiß-Schule“ (1971)

## Familie
Tassilo Grimmeiß heiratete am 29. Juni 1943 in Osnabrück Hedwig „Hedi“ Lurz (1919–2005), die dort geborene Tochter eines Chefarztes. Zwischen 1944 und 1953 wurde er Vater zweier Töchter und eines Sohnes, der wie sein Großvater Rechtsanwalt wurde.